# Asier Garitano
Asier Garitano Aguirrezábal (ur. 6 grudnia 1969 w Bergarze) – hiszpański trener i piłkarz, grający na pozycji napastnika.

## Kariera piłkarska
Garitano jest wychowankiem hiszpańskiego klubu Athletic Bilbao. Przez wiele lat grał w zespole rezerw tego klubu w Bilbao Athletic, ale nigdy nie zagrał w pierwszej drużynie tego klubu. Przez resztę kariery błąkał się po klubach z drugiego i trzeciego poziomu rozgrywek ligowych w Hiszpanii. Grał w takich klubach jak SD Eibar, Cartagena FC, Cádiz CF, CF Gavà, Racing de Ferrol, Burgos CF, Alicante CF i Benidorm CF. W 2003 roku zakończył karierę piłkarską.

## Kariera trenerska
Po zakończeniu kariery piłkarskiej Garitano został trenerem. W 2003 roku został asystentem trenera Alicante CF. W 2008 roku przez krótko pełnił funkcję pierwszego szkoleniowca Alicante. W latach 2009–2010 był asystentem trenera CD Castellón a w 2010 roku przez krótki okres był pierwszym szkoleniowcem tego zespołu. W 2011 roku został trenerem Orihuela CF, ale już po pierwszym sezonie został zwolniony z tego stanowiska. W 2012 roku zaczął prowadzić zespół CD Alcoyano, ale także utrzymał się na tym stanowisku tylko przez sezon. W 2013 roku został szkoleniowcem CD Leganés. W sezonie 2015/16 wywalczył z tym zespołem awans do Primera División. W maju 2018 roku zrezygnował z tego stanowiska. Po rezygnacji został nowym szkoleniowcem Realu Sociedad.